# Mill City
Mill City – miasto w Stanach Zjednoczonych, w stanie Oregon, w hrabstwie Linn.